# Kościół Świętych Apostołów Piotra i Pawła w Żyrzynie
Kościół Świętych Apostołów Piotra i Pawła – rzymskokatolicki kościół parafialny należący do parafii pod tym samym wezwaniem (dekanat Puławy archidiecezji lubelskiej).
Budowa świątyni została rozpoczęta w 1803 roku przez Ignacego Rudnickiego, ówczesnego właściciela żyrzyńskich dóbr, ale po wzniesieniu murów do wysokości około pięciu metrów prace zostały przerwane. Nie wiadomo dokładnie, dlaczego – zapewne z powodu braku funduszy, majątek Żyrzyn był w kiepskiej kondycji finansowej. Pogorszyła się ona jeszcze po śmierci Rudnickiego w 1811 roku. Niezabezpieczone mury pozostawały w takim stanie przez 35 lat i porosły w tym czasie drzewami. 
W 1833 majątek Żyrzyn zakupił na publicznej licytacji Adam Wessel, właściciel dóbr Łysobyki. Zadeklarował dokończenie budowy świątyni w ciągu dwóch lat, na własny koszt. Jednak, gdy w 1836 roku do parafii przybył nowy proboszcz, prace jeszcze się nawet nie rozpoczęły. Dopiero na wiosnę 1839 roku ruszyła ponownie budowa (według nieco zmienionego w stosunku do pierwotnego projektu Karola Kremera). Uzupełnione zostały zniszczone fragmenty murów i zostały pociągnięte wzwyż. Praca była prowadzona wolno, ponieważ wykonywana była tylko w czasie wolnym od zajęć gospodarskich.
W 1841 roku kościół był już w zasadzie gotowy, zostało tylko otynkowanie wnętrza. Prace wykończeniowe trwały jednak aż do 1848 roku, w tym samym roku świątynia została poświęcona. 
Kościół w Żyrzynie to kolejna z realizacji wizji kościoła rotundowego Piotra Aignera (inspiracją był tu Panteon w Rzymie). Zanim zdołano go wybudować, powstała już kaplica pałacowa w Puławach i kościół św. Aleksandra w Warszawie. Budowla w Żyrzynie do nich nawiązuje, tylko w mniejszej skali. Do nawy na planie koła od strony południowej przylega zakrystia, w kształcie ryzalitu. Od frontu, na osi świątyni, znajduje się kruchta, jest ozdobiona skromnym, czterokolumnowym portykiem z trójkątnym szczytem. Świątynia nakryta jest kopułą, na jej szczycie jest umieszczona sześciokolumnowa wieżyczka z krzyżem. Wnętrze jest doświetlone przez okulusy znajdujące się w płaszczu kopuły, nad oknami.
Wnętrze to, zwłaszcza kopuła, jest ozdobiona polichromią i trzema kolorowymi witrażami w oknach (św. Stanisław, św. Zofia i św. Józef), ofiarowanymi w 1912 roku przez Stanisława i Zofię Wesslów.
Dobrodziejów kościoła upamiętniają marmurowe epitafia i tablice.